# Gare d'Eurville

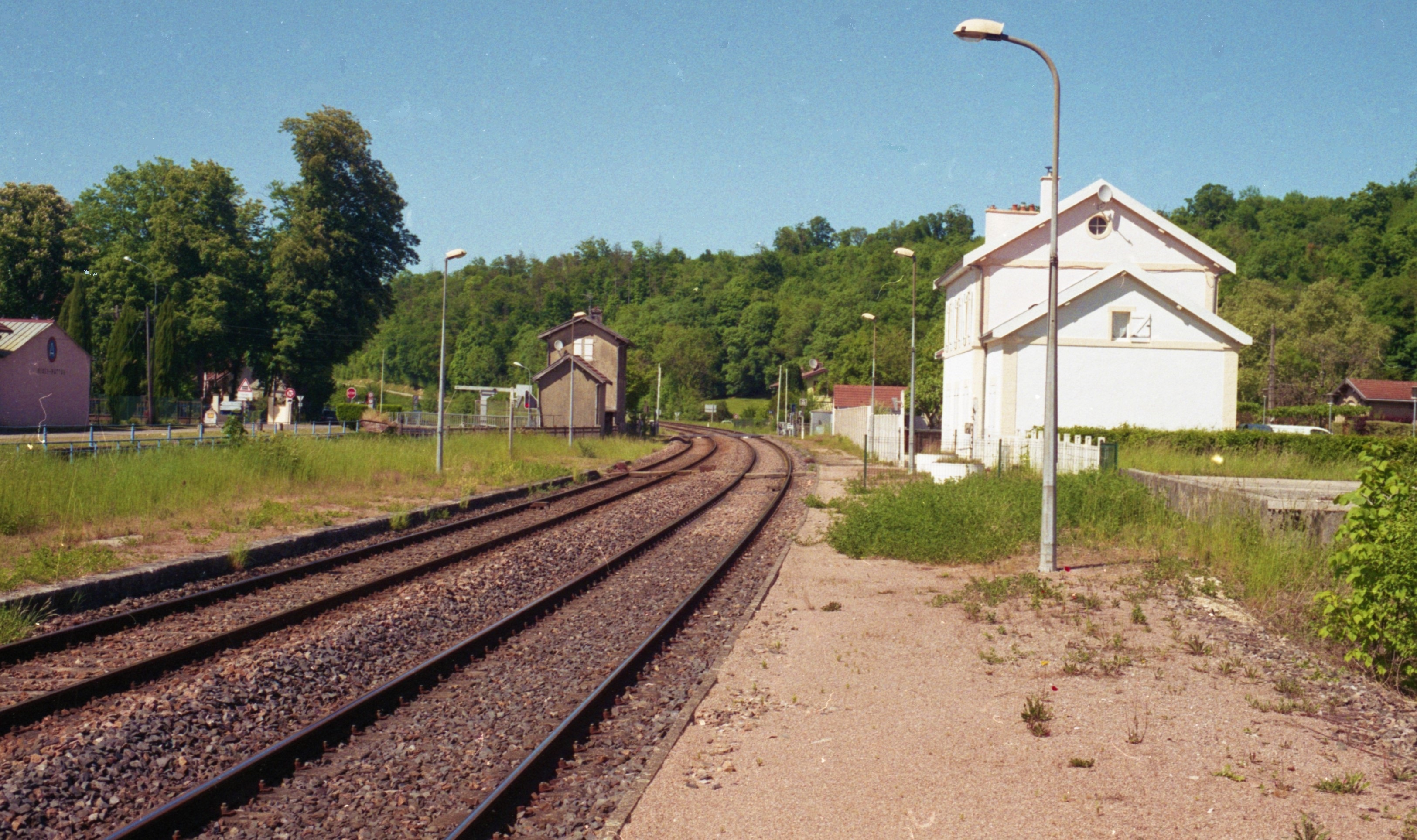
La gare de Eurville-Bienville le 13 mai 2022

La gare d'Eurville est une gare ferroviaire française de la ligne de Blesme - Haussignémont à Chaumont, située sur le territoire de la commune d'Eurville-Bienville, dans le département de la Haute-Marne en région Grand Est. 
C'est une halte voyageurs de la Société nationale des chemins de fer français (SNCF) desservie par des trains TER Grand Est.

## Situation ferroviaire
Établie à 159 m d'altitude, la gare d'Eurville est située au point kilométrique (PK) 244,644 de la ligne de Blesme - Haussignémont à Chaumont, entre les gares ouvertes de Saint-Dizier et de Bayard.

## Fréquentation
Selon les estimations de la SNCF, la fréquentation annuelle de la gare figure dans le tableau ci-dessous
.
| Année     | 2015  | 2016 | 2017 | 2018 | 2019 | 2020 | 2021 | 2022 | 2023 | 2024 |
| --------- | ----- | ---- | ---- | ---- | ---- | ---- | ---- | ---- | ---- | ---- |
| Voyageurs | 1 265 | 985  | 694  | 733  | 844  | 795  | 456  | 443  | 85   | 78   |

## Service des voyageurs

### Accueil
Halte SNCF, c'est un point d'arrêt non géré (PANG) à accès libre.

### Desserte
Eurville est desservie par les trains TER Grand Est qui effectuent des missions entre les gares de Saint-Dizier et de Chaumont.

### Intermodalité
Le stationnement des véhicules est possible à proximité. Elle est desservie par des cars TER Grand Est de la ligne Saint-Dizier - Joinville - Chaumont.